# Улица Меховщиков (Казань)
Улица Меховщиков (тат. Мехчылар урамы, Mexçılar uramı) — улица в Вахитовском и Приволжском районах Казани. 

## География
Проходит с север на юг от улицы Девятаева до Ново-Татарского кладбища. У юго-западного угла Ново-Татарского кладбища переходит в улицу Магистральную.
Пересекается со следующими улицами:
- улица Девятаева
- улица Портовая[вд]
- улица Зайцева
- улица Кызыл-Татарстан
- улица Ирек

До последней четверти XX века пересекалась с улицами Дулата Али, Эш Урам, а также с улицей Янгы, ныне не существующей.

## История
Улица возникла не позднее 1-й половины XIX века. До революции носила название Большая Симбирская и относилась к 5-й полицейской части г. Казани. В 1914 году постановлением Казанской городской думы улица была переименована в Саратовскую улицу, но реально это название не использовалось. Также в феврале 1925 года было утверждено объеднинение Большой Симбирской и Евангелистовской улиц в улицу Насыри, однако месяц спустя постановление о переименовании было изменено, и это имя получила бывшая Захарьевская улица.  Протоколом комиссии по наименованию улиц от при Казгорсовете 2 ноября 1927 года была переименована в Большую Ямашевскую улицу. После присвоения нового наименования Малой Ямашевской улице слово «Большая» из названия улицы было отброшено. В середине 1950-х годов часть домов на улице была перенесена в связи с попаданием в зону затопления Куйбышевского водохранилища
11 января 1972 года Ямашевская улица была переименована в улицу Меховщиков; в тот же день имя Ямашева было дано подъездной трассе к третьей транспортной дамбе в Ленинском районе.

## Достопримечательности
- № 2 — дом общества «Мазут»; в советское время использовался как жилой дом Казанской нефтебазы.[16]
- № 2а — жилой дом речного порта.[17]
- № 3 — жилой дом управления «Татсельстрой».[18]
- № 17 — дом, где собирался кружок татарских социал-демократов (снесён)[19].
- № 37 — дом, где жил Махмут Дулат-Али (снесён)[19].
- № 58 — дом Тарзимановых, в котором в разное время проживали Кашафутдин Тарджемани[тат.], имам Белой мечети, впоследствии заместитель председателя ЦДУМ, его брат, Афтах[тат.] — имам Белой мечети в 1920-е годы, и его дети, заслуженные деятели науки и техники ТАССР Джавад[тат.] и Амин[тат.] (снесён)[20].
- № 43/20 (прежний адрес) — Белая мечеть.
- № 78 — дом Якуба Козлова.
- № 82 — бывшее общежитие Татмехобъединения.[21]